# Hen 2-161
Hen 2-161 ist ein planetarischer Nebel im Sternbild Winkelmaß, der von Karl Gordon Henize entdeckt wurde.